# 坂崎幸之助と吉田拓郎のオールナイトニッポンGOLD
- オールナイトニッポンGOLD > 坂崎幸之助と吉田拓郎のオールナイトニッポンGOLD
- 吉田拓郎 > 坂崎幸之助と吉田拓郎のオールナイトニッポンGOLD
- THE ALFEE > 坂崎幸之助 > 坂崎幸之助と吉田拓郎のオールナイトニッポンGOLD

『坂崎幸之助と吉田拓郎のオールナイトニッポンGOLD』（さかざきこうのすけとよしだたくろうのオールナイトニッポンゴールド）は、ニッポン放送の平日夜放送の「オールナイトニッポンGOLD」枠で、毎週月曜日の22:00から23:50に放送されていたラジオ番組。ミュージシャンの坂崎幸之助と吉田拓郎がパーソナリティを担当している。2009年11月30日から放送を開始。2013年9月30日に番組終了。最終回は2013年9月30日のみ24：00までの放送。

## 概要
2009年4月13日に吉田拓郎をパーソナリティに迎えて最初のオールナイトニッポンGOLDが放送され、その後吉田が慢性気管支炎で自宅療養を余儀なくされた際に、彼を励ますべく8月17日から8月20日までの間に「わが青春の吉田拓郎!坂崎幸之助のオールナイトニッポンGOLD」が放送された。吉田は復帰後10月20日に再びオールナイトニッポンGOLDを担当し、11月30日から同番組がレギュラー放送となると、吉田と坂崎のコンビでスタートとなる。吉田が後輩の坂崎より後にクレジットされている理由を、最初の放送で吉田が「自分がいつ離脱してもいいように。」と語っている。
2010年10月から聴取率で民放1位を獲得（2010年12月6日「（ニッポン放送の）局長から賞状をもらった」より）、12月調査では同時間帯トップ。
2011年3月13日から番組で「ハワイツアー6日間の旅」を計画していたが、3月11日に東日本大震災が発生したため中止となり、代わりに4月18日に19時から4時間50分に渡り、チャリティーライブも兼ねた公開生放送をニッポン放送イマジンスタジオで開催した。ゲストは中村雅俊、水曜日担当の広瀬香美、木曜日担当の大竹しのぶ、チャリティーオークション受付は金曜日担当の吉田尚記が務めた。なお火曜日担当のゆずはコンサートツアーのため参加できず、メッセージのみ送った。
2012年7月30日は吉田の急病により垣花正が、2013年1月28日、2月4日は吉田の歯の治療によりそれぞれ北山修、南こうせつが代役として坂崎とともに進行した。
また、2013年2月18日には元高見盛の振分親方がゲストとして出演する予定だったが、吉田の歯の治療などのため、急きょ、鴻上尚史のオールナイトニッポンGOLDに変更になり、予定されていた、元高見盛の出演回は2013年2月25日に放送日時が変更され、さらに、吉田拓郎が休むため、垣花正がピンチヒッターを務めた。
2013年3月4日に吉田が歯の治療を終え、この番組に2か月ぶりに復帰。
2013年8月26日放送分（生放送）の中で、2人が自ら9月30日での番組終了を発表。こうして、2013年9月30日に最終回を迎え、2009年11月30日にスタートして以来、3年10か月の番組の歴史に終止符が打たれた。
2024年8月5日（月曜日）に22時から翌日の0時までの放送枠において、およそ11年ぶりにこの番組が復活した。

## 主なコーナー
オープニングトーク
曲のメロディを変えて歌ったり、サッカー日本代表の話をしたりし、タイトルコールは22:30ころに行う。
坂崎幸之助の妹募集オーディション
独身の坂崎を心配して吉田が坂崎の妹になりたい女性を募集する。応募資格は50代の女性に限る。
世界の果てまで聴いてQ
世界各国の女性に、坂崎・吉田・泉谷しげる・井上陽水・小田和正・かまやつひろし・桜井賢・さだまさし・高見沢俊彦・武田鉄矢・谷村新司・なぎら健壱・南こうせつ・山下達郎の中でそれぞれの国で誰が一番もてそうか聞く。
グループサウンズ特集
2人がそれぞれ好きなグループ・サウンズの曲を紹介する。
ミュージック nano
一流のミュージシャンだけが聞き分けることのできる音楽の繊細な感覚を楽しむ大人のための音楽コーナー。毎週あらかじめテーマが決められており、吉田・坂崎がそれぞれテーマに沿った曲を1曲ずつ紹介するのだが、その大半は昭和歌謡曲である。
掛け捨て迷惑テレフォン
坂崎が企画。リスナーに突然電話を掛ける。呼び出し中の間は2人でギターの弾き語りをする。留守電へのメッセージが目的なのでリスナーが電話に出てしまうと終了となる。
クイズ!サビキラー
最近の曲に疎い2人が曲を途中まで聴いて、サビの部分を勝手に想像して歌う。
今週のいけなかった、僕
拓郎が企画。リスナーが想像した、またはしてはいけなかったことなどを告白する。
坂ズバッ！
坂崎の企画。坂崎がリスナーからの質問について決断を下す。
地方紙読み比べ47
各都道府県の地方紙から面白そうな記事を読む。
ミュージック トライアウト
歌手の夢をあきらめきれなかった人に歌や演奏を録音されたメディアを投稿してもらい、審査する。
浪越相談室
坂崎が横山昭二や南こうせつなどの物真似をしながらリスナーの相談に答え、最後に浪越徳治郎の物真似で笑い飛ばす。
聴かず嫌い王決定戦
あるアーティストの曲を2人が3曲ずつ取り上げ、お互いにどの曲が嫌いかを当てる。このコーナーのネタ元は「食わず嫌い王決定戦」である。
驚き桃の木半世紀
毎週過去1年ずつを振り返り、その年の吉田や坂崎が所属するTHE ALFEEのそれぞれの出来事や当時流行った曲などを紹介する。レギュラーとしてはこの番組がスタートする2009年まで振り返り終了したが、ゲストが登場する際には特別編としてそのゲストの半生を振り返るコーナーになる。
お歌をちょうだい
美川憲一の曲「お金をちょうだい」のようなウケ狙いではなく一生懸命歌っているのに不思議なインパクトのある曲を紹介する。

## ゲスト
- 2010年1月4日 - 堀北真希
- 2010年10月4日 - 朝青龍明徳
- 2010年10月18日 - 中島みゆき・瀬尾一三
- 2011年7月11日 - 泉谷しげる
- 2011年9月11日 - 桜井賢
- 2011年10月17日 - 小田和正・泉谷しげる
- 2011年12月5日 - KinKi Kids
- 2011年12月12日 - かまやつひろし
- 2012年2月20日 - 武田鉄矢
- 2012年4月9日 - 大竹しのぶ
- 2012年6月11日 - 井上陽水
- 2012年8月20日 - 小泉今日子
- 2012年10月1日 - 山下達郎
- 2012年10月15日 - 志村けん
- 2012年12月10日 - 高見沢俊彦・研ナオコ（いずれも電話出演）
- 2013年2月25日 - 振分親方（元高見盛）
- 2013年4月15日 - 中村雅俊
- 2013年5月20日 - 堂本剛
- 2013年6月10日 - かまやつひろし・TAKUYA（元JUDY AND MARY）（いずれも電話出演）
- 2013年6月24日 - 竹内まりや
- 2013年9月9日 -  高見沢俊彦